# Route européenne 41
Pour les articles homonymes, voir E41 et Route 41.
La route européenne 41 (E41) est une route reliant Dortmund à Altdorf.

## Tracé

### Allemagne
En Allemagne, la route E41 se confond avec :
| (Auto)route | Tracé                              | Villes traversées                                                  | Routes européennes croisées                                    |
| ----------- | ---------------------------------- | ------------------------------------------------------------------ | -------------------------------------------------------------- |
|             | Entre Dortmund et Aschaffenbourg   | Witten, Hagen, Siegen, Giessen                                     | à Dortmund entre Olpe et Giessen à Wetzlar à Giessen           |
|             | Entre Aschaffenbourg et Wurtzbourg |                                                                    | à Aschaffenbourg à Wurtzbourg                                  |
|             | Entre Wurtzbourg et Gottmadingen   | Heilbronn, Ludwigsbourg, Stuttgart, Villingen-Schwenningen, Singen | à Heilbronn à Stuttgart à Villingen-Schwenningen depuis Singen |

### Suisse
En Suisse, la route E41 se confond avec :
| (Auto)route | Tracé                     | Villes traversées                | Routes européennes croisées                               |
| ----------- | ------------------------- | -------------------------------- | --------------------------------------------------------- |
|             | Entre Thayngen et Altdorf | Schaffhouse, Winterthour, Zurich | jusqu'à Schaffhouse entre Winterthour et Zurich à Altdorf |